# LTV7
LTV7 — общественный канал латвийского телевидения. Второй канал государственного телевидения Латвии вышел в эфир в августе 1991 года под названием «LTV2».

## Описание
2 февраля 1998 года телеканал, вместе с LTV1, перешёл на стандарт вещания PAL.
В 2002 году канал LTV2 подвергся ребрендингу и с 1 января 2003 года начал вещание под названием LTV7 с новым эфирным оформлением и слоганом «Каждый день как выходной».
Основу программной политики LTV7 составляют передачи для детей и молодежи, программы просветительской и социальной направленности, аналитика, новости и кинопоказ. Значительная часть эфирного времени отведена программам и трансляциям на спортивную тематику, на канале создана спортивная редакция — LTV-Sports.
В отличие от LTV1 — вещающем исключительно на латышском языке, около 25 % программ LTV7 выходит на языках национальных меньшинств, в большей степени на русском языке.
30 августа 2004 года на канале LTV7 вышла в эфир программа «Утро-7», в качестве ведущих были приглашены звезды российского телевидения и шоу-бизнеса — Владимир Молчанов, Александр Гордон, Екатерина Гордон, Левон Оганезов, Павел Кашин , позже к команде «Утро-7» присоединилась Ксения Стриж . Однако существование проекта оказалось недолгим — 28 января 2005 года программу «Утро-7» закрыли.
Сейчас русскоязычный блок передач LTV7 представлен выпусками информационной программы «Сегодня» (латыш. «Šodien»), утренним информационно-развлекательным каналом «Утро с друзьями» (латыш. «Rīts ar draugiem»), ток-шоу «Двери» с Леной Перовой и др. На канале также транслируются некоторые российские сериалы, например, «Возвращение Мухтара».
Эфирное вещание LTV7 ведётся посредством сети Латвийского государственного центра радио и телевидения — LVRTC, сеть которого покрывает всю территорию Латвии .
LTV7 входит в обязательный социальный пакет телеканалов и транслируется у всех кабельных операторов Латвии. С августа 2007 года прием канала возможен и через спутниковые системы . Среднесуточный объем вещания LTV7 — около 18 часов.
С 1 июня 2010 года эфирное вещание ведётся только в цифровом формате DVB-T (MPEG-4). С 19 мая 2021 года все каналы и контент LTV начали переход из разрешения 576i (стандартной четкости SDTV) на сигнал высокой четкости Full HD (1080i).
В середине 2020 г. глава Совета по электронным СМИ Латвии заявил о прекращении вещания на русском на LTV7 , но его отменили, потому что зрителей беспокоит отсутствие русскоязычных новостей, пока не будет создан новый канал.